# Biercée
Biercée (en wallon Bièrcéye) est une section de la ville belge de Thuin, située en Région wallonne dans la province de Hainaut.
C'était une commune à part entière avant la fusion des communes de 1977.

## Géographie

### Communication
La localité est traversée par la 559.

## Évolution démographique
- Sources : INS, Rem. : 1831 jusqu'à 1976 recensements, 1976 = nombre d'habitants au 31 décembre.

## Histoire
Il est mentionné (Berseis) en 869 comme une propriété de l'abbaye de Lobbes.
Le centre historique du village se trouve au Vieux Biercée, où se dressait une église dédiée à Saint Théodard (1551). Jugée trop vétuste, elle fut démolie en 1862, et une chapelle commémorative fut érigée à proximité. Peu à peu, l'agglomération se déplaça vers l'ouest, au lieu-dit Bois-de-Villers (el Bô d'Villée).
À la fin du XVIIe siècle, le village subit les conséquences de la guerre de Neuf Ans, déclenchée par la révocation de l'édit de Nantes par Louis XIV. Cet édit, promulgué en 1598 par Henri IV, accordait aux protestants le droit de culte et la création de quatre universités. En supprimant ces droits, Louis XIV provoqua l'exil de nombreux protestants qui trouvèrent refuge dans des pays voisins comme l'Autriche, l'Espagne, la Suède, l'Angleterre et l'Allemagne. Ces derniers s'unirent contre le roi de France et lui déclarèrent la guerre, connue sous le nom de guerre de la Ligue d'Augsbourg.
En novembre 1944, un V1 s'écrase dans le village. L'explosion détruit non seulement l'église, mais aussi l'école où se trouvaient les enfants. Par miracle, il n'y eut aucune victime gravement touchée, seuls quatre ou cinq adultes furent légèrement blessés. Dans le pré voisin, cinq vaches furent tuées. L'effet de souffle renversa quelques personnes au Vieux Biercée et brisa des vitres à Thuin Ville-Haute. En quelques secondes, Biercée perdit son église, son presbytère, sa maison communale et ses écoles.
Après la guerre, la commune entreprit leur reconstruction. L'église et le presbytère furent achevés en 1955, tandis que la maison communale et les écoles furent finalisées en 1956.
Dans les années 1970, il a été proposé de fusionner trois communes, Biercée, Leers-et-Fosteau et Ragnies, pour former une seule entité. Plusieurs noms ont été suggérés, comme « Grand Biercée » ou « Grand Ragnies », à l'initiative du bourgmestre de Ragnies. Finalement, un accord a été trouvé sur le nom « Grand Leers ». Cependant, le gouvernement en a décidé autrement, et ces trois communes ont été fusionnées avec Thuin. En 1977, Biercée fut fusionné avec d'autres communes pour former l'entité de Thuin.

## Liste des bourgmestres de 1830 à 1977
- Maurice Algave, de 19?? à 19??.
- Georges Badot, de 19?? à 1977.

## Patrimoine et culture

### Patrimoine architectural
- Église Saint-Théodard. Une église construite à cet endroit depuis 1852 est détruite le 18 novembre 1944 un peu avant midi, par la chute d'une bombe volante de type VI, appelée communément « robot », contre le talus de la grand-route[4]. 
  - Nouvelle église. Construction de style contemporain en briques et pierres due à l'architecte E. Clercx et terminée en 1955[6].
- Kiosque, rénové en 2005.
- Plaque commémorative des combattants et déportés de la première guerre mondiale imposée sur le mur de l'école à la rue Grignard.

### Culture

#### Folklore

##### Ducasse aux cerises
La Ducasse aux cerises, une tradition qui remonte à 1875. Chaque deuxième dimanche de juillet, le village fête l'événement avec une immense tarte aux cerises de 1 mètre 50 de diamètre, confectionnée par le boulanger du coin. Les festivités comprennent des spectacles, une brocante, et une cérémonie originale où la tarte est « enterrée » à minuit, rythmée par les fifres et tambours.

##### La Confrérie du Taste-Cerise
Fondée en 1975, elle joue un rôle essentiel dans la préservation de cette tradition. Elle met en valeur les coutumes locales et la gastronomie, notamment avec la « Flambée », un alcool de cerises emblématique.

##### Carnaval
Cet événement se déroule en avril et s'étend sur plusieurs jours. Le dimanche après-midi, une sortie en sarrau est organisée, avec un cortège qui traverse les rues du village. Pendant les festivités, un chapiteau est installé sur la place du village, des loges foraines sont ouvertes tout au long de l'événement, et une promenade de vieux tracteurs est également proposée. 

#### Gastronomie
Site original de la Distillerie de Biercée, productrice de pekets, d'eaux-de-vie et de vins, aujourd'hui installée à Ragnies.

## Enseignement
Le village possède une école communale, rue Grignard.